# I’ll Stand by You
«I’ll Stand by You» (рус. Я буду рядом) — сингл, записанный группой The Pretenders для шестого альбома «Last of the Independents». Песня была написана Крисси Хайнд, Томом Келли, Билли Стейнбергом; она была последней успешной песней The Pretenders в Северной Америке.
С момента своего релиза «I’ll Stand You You» также стал крупным хитом в исполнении Girls Aloud в 2004 году и американской певицы Кэрри Андервуд в 2007 году, в обоих случаях выпущенных как благотворительный сингл. Шакира исполнила песню для благотворительного телемарафона «Hope for Haiti Now» в 2010 году; её кавер также был выпущен на одноимённом альбоме.

## The Pretenders
«I’ll Stand by You» был выпущен в качестве второго сингла с альбома «Last of the Independents» (1994) и достиг #16 в Billboard Hot 100, #21 в Billboard’s Modern Rock Tracks и # 10 в Великобритании.

## Версия Girls Aloud
«I’ll Stand by You» — седьмой сингл британской поп-группы Girls Aloud. Песня была записана специально для проекта Children in Need.

### Список композиций

#### CD 1
1. «I’ll Stand by You» — 3:42
2. «Real Life» — 3:41

#### CD 2
1. «I’ll Stand by You» — 3:42
2. «I’ll Stand by You» [Tony Lamezma’s Club Romp] — 5:05
3. «What Will the Neighbours Say?» Album Medley — 3:14
4. «I’ll Stand by You» [video]
5. «I’ll Stand by You» [karaoke video]
6. «I’ll Stand by You» [game]

### Видеоклип
Режиссёром этого видео стала Труди Беллинджер. Местом действия видеоклипа была выбрана пустыня, в которой девушки исполняют песню, застыв в статичных позах. В кульминационном моменте композиции начинается гроза и в самом конце уступает место солнцу. Специальная версия видео для благотворительной кампании Children in Need включает кадры, где Girls Aloud держат плюшевого мишку Pudsey, талисман организации.

### Позиции в чартах
| Чарты (2004)   | Высшая позиция |
| -------------- | -------------- |
| Великобритания | 1              |
| Ирландия       | 3              |

### В записи участвовали
- Шерил Коул — вокал
- Кимберли Уолш — вокал
- Сара Хардинг — вокал
- Никола Робертс — вокал
- Надин Койл — вокал

## Версия Кэрри Андервуд
«I’ll Stand by You» — песня американской кантри-певицы Кэрри Андервуд, вышедшая 24 августа 2007 года в рамках участия её в конкурсе American Idol.

### Чарты
| Чарт (2007)                                                          | Высшая позиция |
| -------------------------------------------------------------------- | -------------- |
| Канада (Billboard Canadian Hot 100)                                  | 10             |
| США (Billboard Hot 100)                                              | 6              |
| США (Billboard Hot Country Songs) · Charted from unsolicited airplay | 41             |